# Juan Nelson
Juan Nelson (26 de mayo de 1891 - 7 de agosto de 1985) fue un hacendado y jugador de polo argentino ganador de dos medallas de oro en los Juegos Olímpicos de París 1924 y en los Juegos Olímpicos de Berlín 1936. Juan y el futbolista Javier Mascherano han sido los únicos argentinos en ganar dos veces la medalla de oro olímpica. En 1924, fue Nelson quien convirtió el gol decisivo en la final que le dio la medalla de oro. Se desempeñó como presidente de la Asociación Argentina de Polo en el período 1926-1928.

## Biografía
Juan perteneció a una familia de la colectividad británica en Argentina. Era estanciero por herencia. Formó parte del grupo de jugadores de polo que, a comienzos de la década de 1920, estableció la preeminencia mundial del polo argentino sobre el británico y el estadounidense, hasta entonces dominantes. En aquel momento, los jugadores argentinos de polo eran mayoritariamente pertenecientes a la colectividad británica; entre ellos estaba Juan Nelson. Integró el seleccionado argentino en 1922.
El seleccionado argentino de polo formado en 1922 estaba integrado por Luis Lacey, David y Juan Miles, Juan
y Luis Nelson y Eduardo Grahame, y los dos jugadores “criollos”, Alfredo Peña Unzué y Carlos Uranga. El equipo realizó una exitosa gira por Gran Bretaña y Estados Unidos ganando los dos campeonatos abiertos más prestigiosos del mundo en ese momento, el Abierto de Hurlingham y el Abierto de los Estados Unidos.

## La medalla de oro de 1924
Juan Nelson, con 7 goles de hándicap, integró el seleccionado argentino de polo que obtuvo la medalla de oro en los Juegos Olímpicos de París 1924, jugando como back en el equipo titular (25 de hándicap), formado también por Juan Miles (29 años, 7hcp.) de 2, Enrique Padilla (33 años, 6 hcp.) de 3, Arturo Kenny (34 años, 5 hcp.) de delantero, Arturo Kenny y Alfredo Peña. jugando todos los partidos.
Participaron cinco países (Argentina, Gran  Bretaña, España, Estados Unidos y Francia) y jugaron todos contra todos. El favorito era Estados Unidos, con un equipo de 26 de hándicap liderado por Tommy Hitchcock, 10 de hándicap y uno de los mejores jugadores de todos los tiempos. El partido clave fue entonces el que la Argentina jugó con Estados Unidos, el 6 de julio de ese año. Se trató de un partido muy parejo que llegó empatado en 5 goles por bando al último chukker, para ser definido a favor por 6-5, con un gol, precisamente de Nelson, a pocos segundos de la finalización. El equipo fue llamado Los Cuatro Grandes del Sur. En total convirtió 46 goles a favor y recibió 14 en contra.
Luego de vencer a Estados Unidos, Argentina debía aún enfrentarse a Gran Bretaña, otro candidato a la medalla de oro, venciendo 9-5, y a Francia, en la última fecha jugada el 12 de julio, venciendo 15-2. Se trató, a la vez, de la primera medalla olímpica y la primera de oro obtenida por la Argentina.
El siguiente fue el cronograma de los partidos:
| Día         | Contrincantes              | Resultado |
| ----------- | -------------------------- | --------- |
| 28 de junio | Francia-Estados Unidos     | 1-13      |
| 1 de julio  | Estados Unidos-España      | 15-2      |
| 3 de julio  | Estados Unidos-Reino Unido | 10-2      |
| 4 de julio  | Argentina-España           | 16-2      |
| 5 de julio  | Francia-Reino Unido        | 2-16      |
| 6 de julio  | Argentina-Estados Unidos   | 6-5       |
| 7 de julio  | Reino Unido-España         | 10-3      |
| 9 de julio  | Argentina-Reino Unido      | 9-5       |
| 10 de julio | Francia-España             | 1-15      |
| 12 de julio | Francia-Argentina          | 2-15      |

Las posiciones finales fueron:
|   | País           | Pts. |
| - | -------------- | ---- |
| 1 | Argentina      | 7    |
| 2 | Estados Unidos | 5    |
| 3 | Gran Bretaña   | 4    |
| 4 | España         | 3    |
| 5 | Francia        | 2    |

## La medalla de oro de 1936
En 1936, Juan Nelson, con 45 años, integró la selección de polo que se presentó en los Juegos Olímpicos de ese año, pero lo hizo en carácter de suplente sin jugar ningún partido. De todos modos como miembro del equipo, recibió la medalla de oro. El equipo estuvo integrado por Manuel Andrada, Andrés Gazzotti, Roberto Cavanagh, Luis Duggan, como titulares y como suplentes Juan Nelson, Diego Cavanagh y Enrique Alberdi.
Argentina ganó la medalla luego de un partido eliminatorio con México, al que venció 15-5. El partido final se jugó el 7 de agosto contra Gran Bretaña, venciendo  11-0.